# Liparophyllum violifolium
Liparophyllum violifolium là một loài thực vật có hoa trong họ Menyanthaceae. Loài này được (F. Muell.) Tippery & Les mô tả khoa học đầu tiên năm 2009.